# Zur Psychologie der Mode
Zur Psychologie der Mode (traduït seria: Sobre la psicologia de la moda) és un assaig del socioleg alemany Georg Simmel, (Berlin, 1858 - Estrasburg, 1918) home que es dedicà a l'estudi de la interacció social. A l'assaig del 1895 fonamenta les bases de la concepció social de moda i concep un debut de filosofia de la moda.
Segons Simmel, la moda és un sistema de cohesió social que permet conciliar l'adscripció de l'individu dintre d'un grup i la seva independència relativa al territori espiritual. La moda és un objecte singular propi, que pot servir per donar compte de les tensions centrals de la vida social i reconcilia l'individu amb la societat assentant els seus gustos personals en un marc col·lectiu determinat. Una moda que segons el seu punt de vista com a socioleg està configurada per motius d'imitació i de distinció. Resulta de distinció de les classes superiors i de la necessitat d'imitació de les altres classes. Quan les classes superiors fan propi un estil, aquest és copiat per les classes inferiors que volen participar del prestigi de les classes superiors, imitant. En veure la imitació, les classes altes abracen un estil nou per distingir-se de les inferiors. Aquest estil torna a ser imitat i així es crea una dinàmica que es repeteix almenys en les societats capitalistes, en què les lleis sumptuàries no limiten la difusió de nous estils.
Simmel funda, doncs, de manera implícita una definició de la moda com un sistema del qual només és possible de parlar-ne a partir de la modernitat, i més particularment des de la modernitat ja madura de la societat de masses, en la qual la producció de les mercaderies és simultàniament producció de signes i de significats socials reproduïbles en sèrie.
A tot això, s'hi afegeix l'element de la fascinació estimulant que la moda vehicula a través d'allò que Simmel defineix com el «contrast entre la seva ampla i englobadora difusió i la seva ràpida i fonamental caducitat», és a dir, «el dret a ésser-li infidel».